# Ådalsvägen, Huskvarna

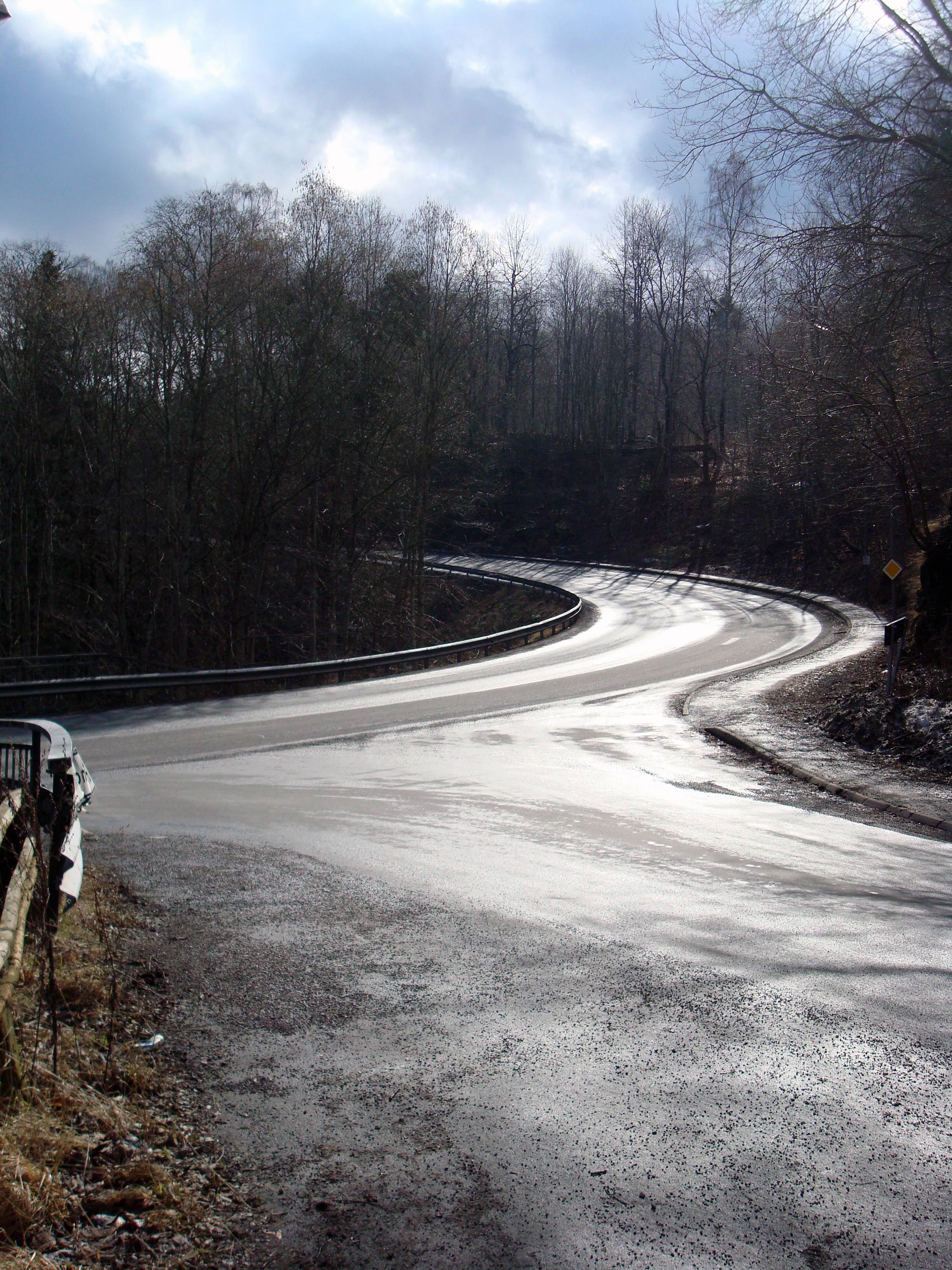
En av Ådalsvägens många kurvor

Ådalsvägen är en väg i Huskvarna kommundel av Jönköpings kommun och dito län. Den inleder länsväg 132 från Huskvarna till Aneby. Vägen följer Huskvarnaåns ravin längs bergssidan nedanför Egna Hem, gör några dramatiska svängar nedanför Ebbes bruk och möter vid Stensholm sin föregångare på Anebyvägen, den branta Hakarpsvägen (Klevaliden). Det finns avfarter mot Turistbron (gångväg), Egna hem (gång- och bilvägar) samt Ebbes bruk.
Länge diskuterades behovet av en väg med denna sträckning. Oroliga för vad förändringen kunde bära med sig, avvisade Huskvarna stadsfullmäktige förslaget, men 1921 satte man ändå igång efter beslut av länsstyrelsen i Jönköping.
Det fanns vid denna tid stort behov av nödhjälpsarbete, så kallat AK-arbete och här kunde 175 man beredas sysselsättning. Den 17 november 1923 stod vägen klar för invigning. Den var anpassad till den tidens trafik och flera breddningsarbeten har utförts genom åren.

## Galleri

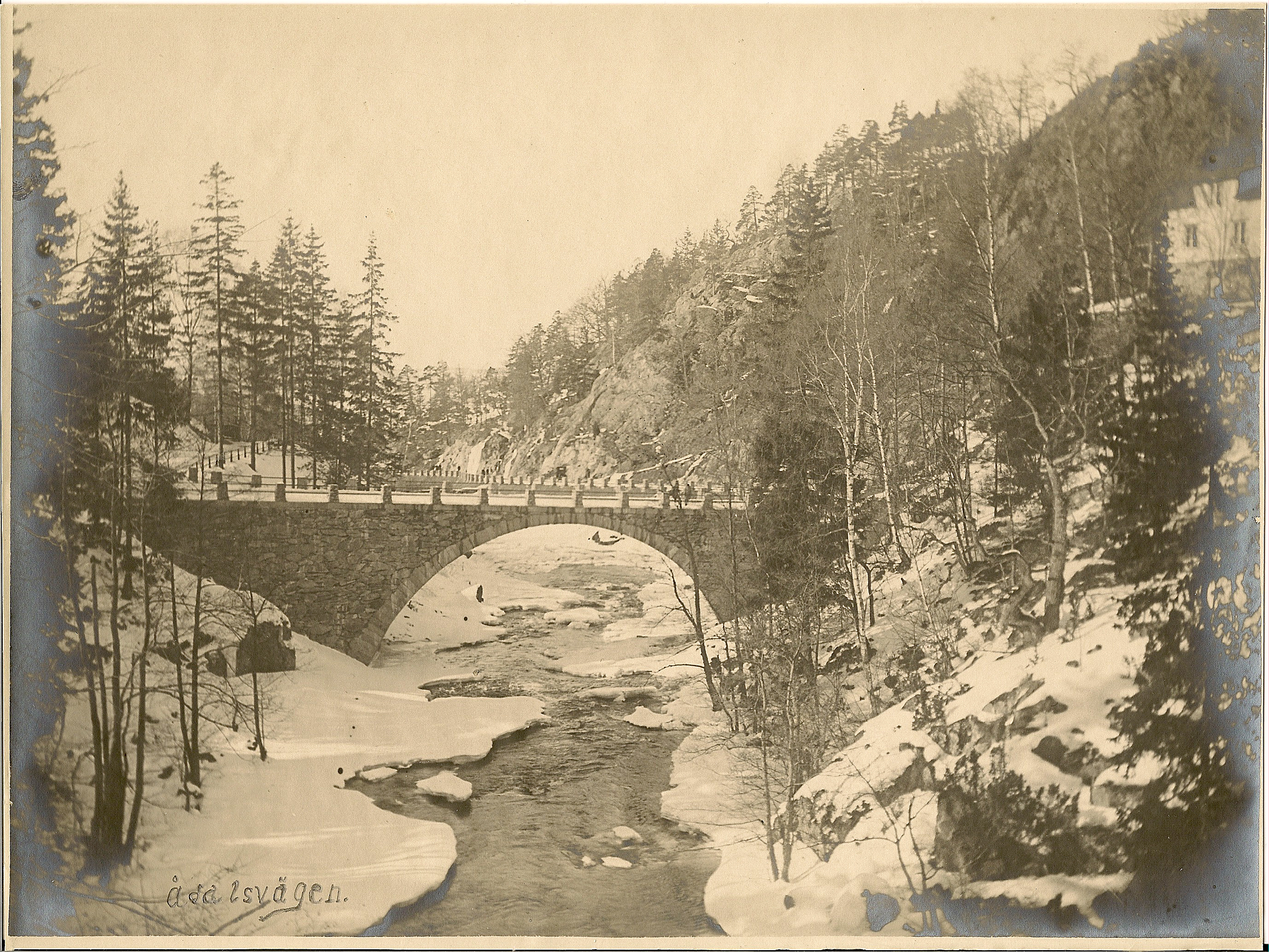
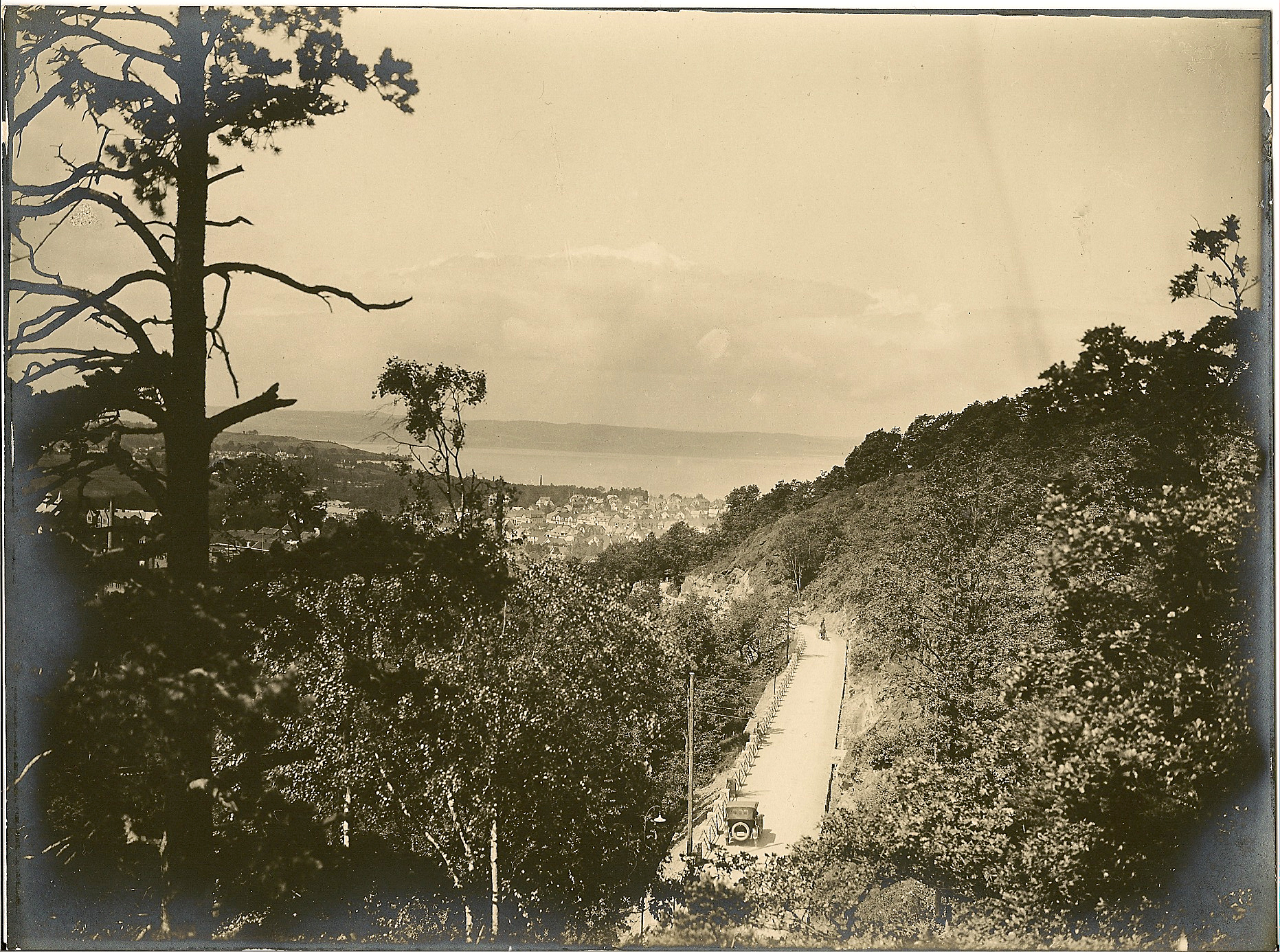
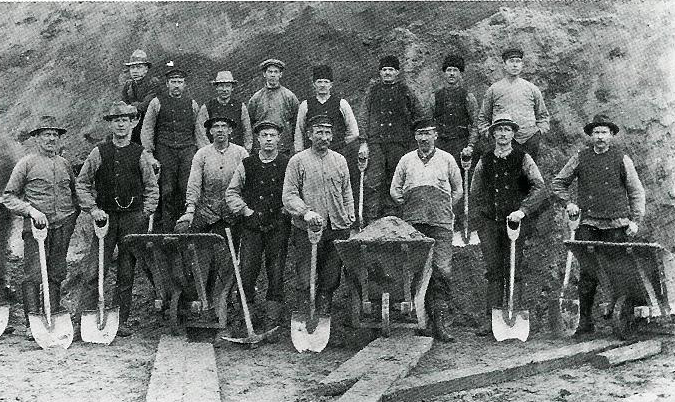
Nödhjälpsarbetare bygger Ådalsvägen 1920.